# Brian Epstein

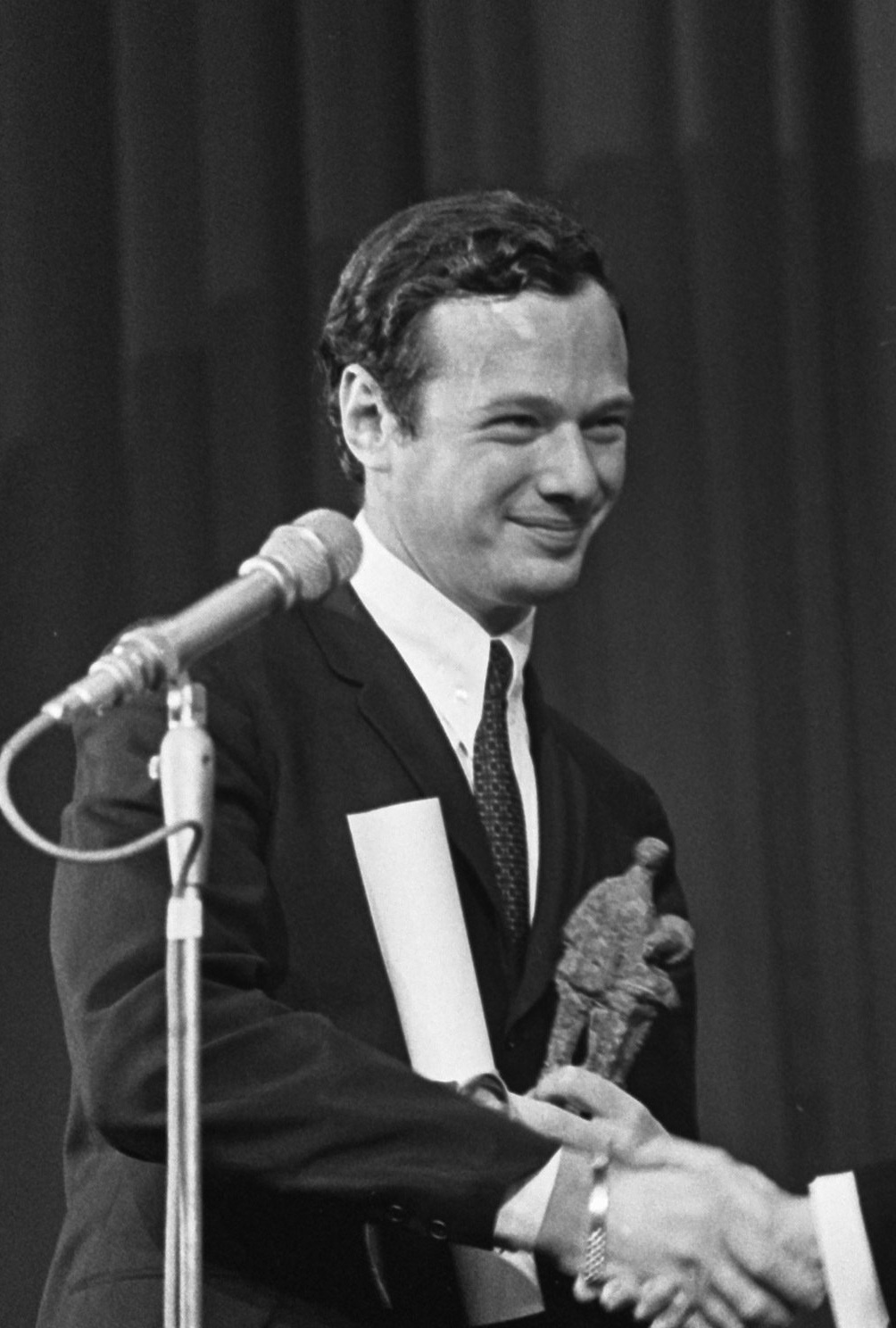
Brian Epstein, în anul 1965

Brian Samuel Epstein (n. 9 septembrie  1934 – d.  27 august  1967) a fost un om de afaceri englez, evreu de origine, care a fost impresarul formației Beatles și al altor formații și artiști din Liverpool.
Fiu al unei familii evreiești înstărite din Liverpool, în anul 1955 Epstein s-a angrenat în afacerile familiei, ca director al magazinului de discuri „NEMS”. Sub conducerea sa creativă și novatoare, magazinul s-a transformat într-unul din magazinele de discuri cele mai prospere din oraș. Epstein nu s-a mulțumit cu acest succes, ci și-a dorit să devină impresarul uneia din formațiile din mediul muzical foarte animat din Liverpool. Aceasta i s-a prilejuit la finele anului 1961, când a intrat în magazinul său un client care a solicitat discul „My Bonnie” de Tony Sheridan și The Beatles. Discul fusese înregistrat în acel an la Hamburg, unde Beatles l-au acompaniat pe Tony Sheridan. Discul i-a trezit curiozitatea lui Epstein, care s-a dus să-i audă pe Beatles la clubul The Cavern („Peștera”). După show Epstein s-a întâlnit cu membrii formației (în acea vreme toboșarul era încă Pete Best, care ulterior a fost înlocuit de Ringo Star) și nu mult după aceea a devenit impresarul lor.
Epstein a produs o schimbare dramatică în înfățișarea exterioară a formației și în modul de derulare al concertelor lor. El a limitat timpul performanței la o jumătate de oră și a cerut membrilor formației să-și schimbe pieptănătura și să renunțe la hainele de piele și la imaginea de „Teddie Boy”. În acelaș timp Epstein a căutat o companie de discuri care să accepte să semneze un contract cu tinerii artiști. Prima lui încercare, cu compania Decca a dat greș. O altă încercare cu compania EMI a fost mai reușită, chiar dacă în funcția de producător a fost numit George Martin, care până atunci se specializase în muzica clasică și umor.
Formidabilul succes pe care l-a avut Epstein cu Beatles i-a sporit renumele și el a devenit, drept urmare, și impresarul altor formații și soliști din Liverpool (Gerry and the Pacemakers, Billy J.Kramer, Cilla Black). Talentul său teatral și simțurile sale ascuțite pentru afaceri l-au ajutat în organizarea lungilor turnee ale formației The Beatles în anii 1963-1966, în timpul cărora formația a susținut sute de concerte. Totuși, a anumită lipsă de experiență l-a făcut să eșueze în câteva afaceri cu produse auxiliare și în contractele pentru înregistrări în Statele Unite. În anii 1964-1966 s-au vândut discuri ale Beatles și alte produse auxiliare în valoare de miliarde de dolari (în valoarea lor de azi), dar Beatles au avut din aceasta doar încasări infime.
Cu timpul Beatles s-au săturat de turnee și din toamna anului 1966 au încetat cu totul să se producă în public, preferand înregistrările.
În aceste împrejurări, în preajma reînnoirii contractului său cu Beatles, Epstein s-a văzut îngrijorat de incertitudinea poziției sale ca impresar. 
La 27 august 1967, în vreme ce Beatles se aflau în vizită la Maharishi în nordul Angliei, Epstein a fost găsit mort în casa sa din Londra, din cauza unei supradoze de droguri.
Epstein era homosexual, iar orientarea sa sexuală era cunoscută anturajului său, dar nu a fost comunicată publicului larg în timpul vieții sale.